# Octubre Picassiano
El Octubre Picassiano es un programa de actividades culturales organizado anualmente por la Fundación Picasso Museo Casa Natal de Málaga (España) con motivo de la efemérides del nacimiento del pintor Pablo Ruiz Picasso el 25 de octubre de 1881. Constituye uno de los festivales culturales de carácter monográfico que se realizan en Europa como homenaje a figuras emblemáticas vinculadas a la historia de algunas ciudades.
El certamen, que celebró su XXVII edición en 2014, se articula a través de exposiciones sobre el arte picassiano o de artistas vinculados a su vida y obra, ciclos de conferencias, festivales de música, simposios y celebraciones populares. Las actividades se desarrollan tanto en la propia sede, la Casa Natal de Picasso como en otros lugares de la ciudad, y acostumbran a extenderse hasta el mes de noviembre.